# Inga blanchetiana
Inga blanchetiana är en ärtväxtart som beskrevs av George Bentham. Inga blanchetiana ingår i släktet Inga och familjen ärtväxter. IUCN kategoriserar arten globalt som starkt hotad. Inga underarter finns listade i Catalogue of Life.